# ハツカダイコン
ハツカダイコン（二十日大根、学名: Raphanus sativus var. sativus）は、アブラナ科ダイコン属の植物。ラディッシュとも呼ばれる。原産はヨーロッパで、日本には明治時代に伝播した野菜である。
和名は、播種もしくは萌芽から収穫までが早くて20日程度であることから。

## 形態・生態
和名「ハツカダイコン」とよばれるように、短期間で収穫できる小さなダイコンで、根の形状はたいてい2センチメートル (cm) 程度の球形から楕円形（長い品種でも10 cm程度）。皮の色は赤（アントシアニン）が多いが、赤以外にもピンク、白、黄色、紫色などの色があり、形も丸や長丸形など品種はさまざまである。

## 栽培
ダイコンの中でも最も小型で、収穫までの時期が短く、それほど環境を選ばないために全国で栽培されている。早春から秋まで何度も種まきができる。主な作型は、露地栽培では春まきで初夏に収穫する「初夏どり」と、初秋まきで秋に収穫する「秋どり」栽培があり、日当たりの良い場所で、栽培適温15 - 25度が条件となる。ビニールハウスなどの施設栽培では、早春に種をまいて春に収穫する「春どり」、秋に種をまいて冬に収穫する「冬どり」栽培がある。
移植は向かないため種を筋まきで直まきし、発芽後に3回以上間引きして育てていく。肥大した根が直径2 - 3センチメートルになったら収穫適期で、根が大きくなりすぎないうちに混んでいるところから収穫する。
病虫害にアオムシやアブラムシがつくことがあり、見つけたら取り除いて駆除する。小さなスペースでもつくりやすく、家庭用のプランター（コンテナ）栽培も手軽にでき、間引きながら育て、生長したら早めに収穫する。

## 利用
主として肥大した根、茎、胚軸を食用とする。彩りもきれいなため、生でサラダに入れたり、酢の物、煮物、炒め物にして食べられている。なお、間引いた芽もスプラウトとして利用される。
日本では生食されることが多く、中南米などメキシコ料理の個人経営系のファストフード店ではタコス等の料理を食する際に水代わりにそのまま、または輪切りで提供されることも多い。ベトナムなどの東南アジアの国では一般に煮たり茹でたり漬物にされたりすることが多く、生食されない。
菜付きのものは、買ってすぐに菜を切り落として密封し、冷蔵庫で保存する。

## 主な品種
- コメット（早蒔き）[2]
- レッドフォーシング（遅蒔き）
- サクサ（耐高温）
- カラフルファイブ
- 紅白
- さくらんぼ[2]
- ベビーラディッシュ
- 白長ラディッシュ
- フレンチ・ブレックファスト[2]

## ギャラリー
- 収穫されたハツカダイコン
- ハツカダイコンの花
- ハツカダイコンの大きさが指との比較で分かる
- ハツカダイコンの種
- 一夜漬けにされたハツカダイコンとキュウリ
- さまざまな色があるハツカダイコン
- さまざまなラディッシュ